# Ruhmeshalle (München)

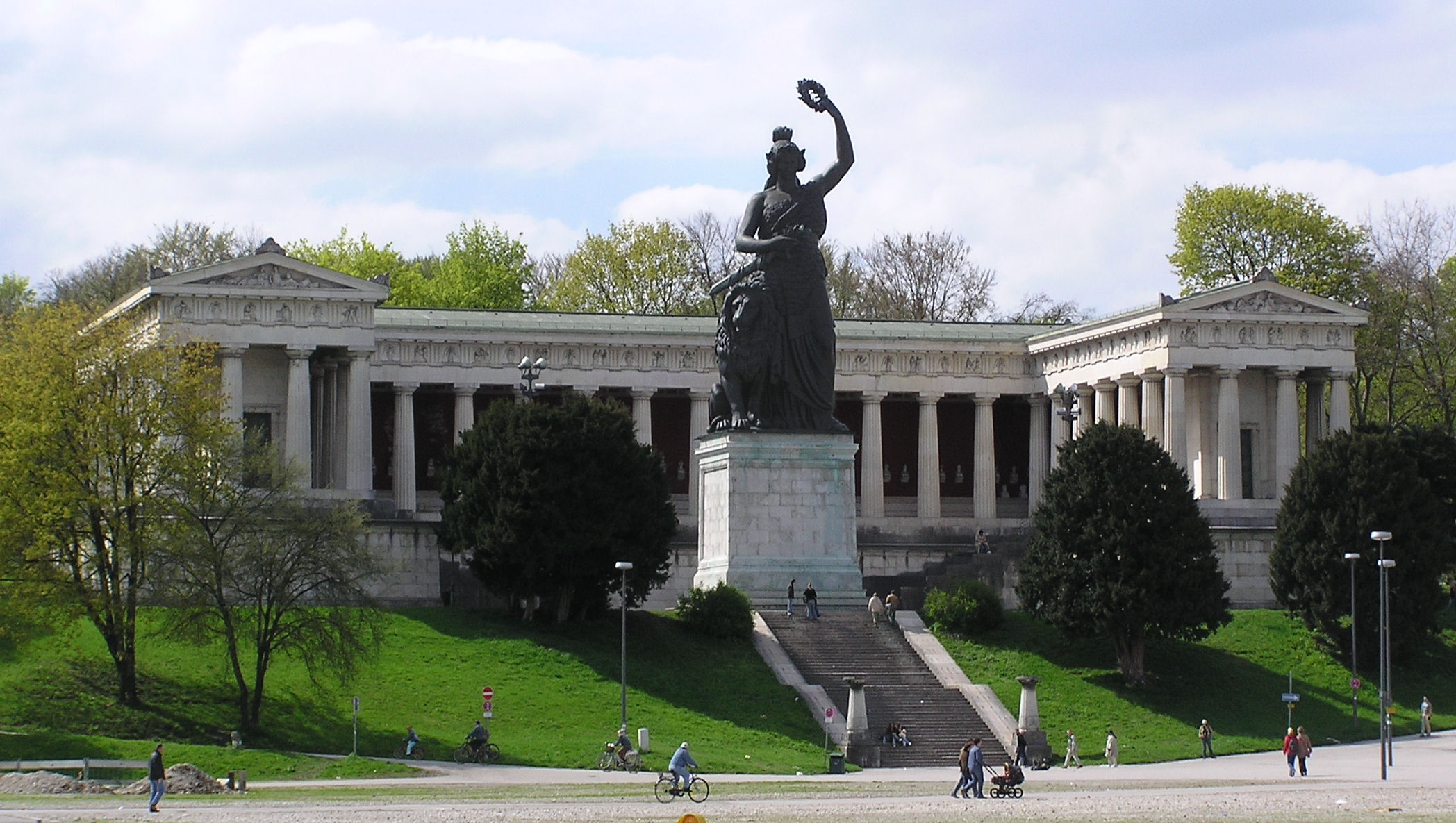
Die Ruhmeshalle mit der Bavaria, 2006

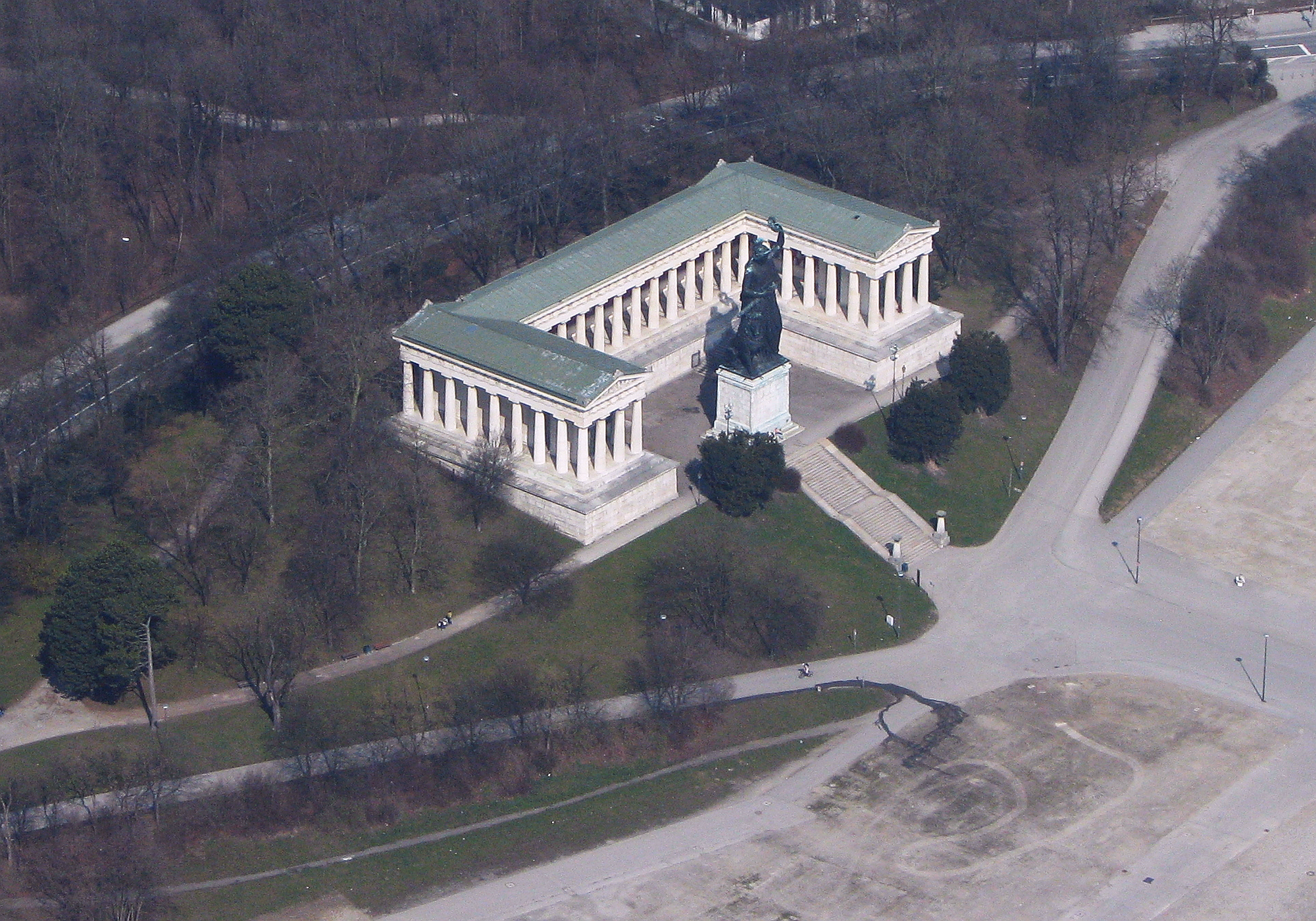
Luftbild Ruhmeshalle
mit Bronzestatue der Bavaria
auf der Theresienwiese (2009)

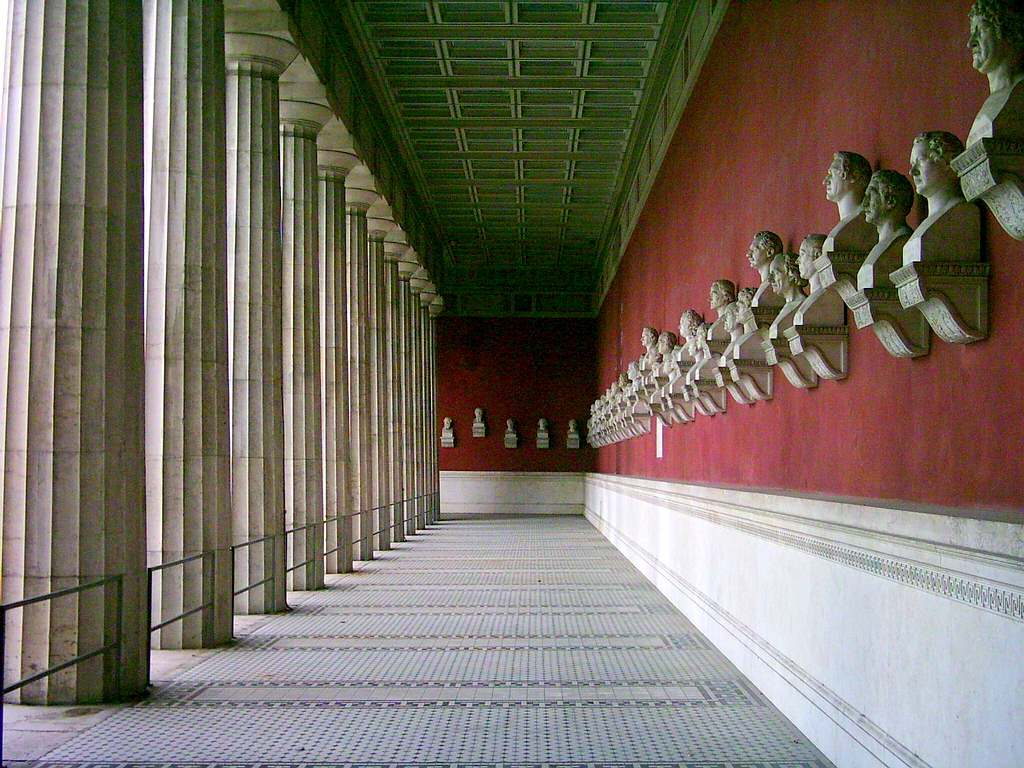
Innenansicht der Ruhmeshalle

Die Ruhmeshalle ist eine Gedenkstätte in Form einer von Leo von Klenze im Auftrag König Ludwigs I. von Bayern entworfenen, dreiflügeligen dorischen Säulenhalle auf einer Isarhangkante oberhalb der Theresienwiese in München. Sie wurde in den Jahren 1843 bis 1853 zusammen mit der Statue der Bavaria erbaut und bildet mit ihr eine bauliche Einheit. Das Ensemble wird von einem Teil des Bavariaparks umschlossen.
Die Halle ist 68 Meter breit und 32 Meter tief. Sie hat eine Dachtraufenhöhe von 16 Metern und steht auf einem 4,3 Meter hohen, leicht geböschten Sockel. Das Dach wird von 48 frontalen Säulen (Höhe 6,95 Meter, Durchmesser 1,25 Meter) und der Rückwand getragen. Erbaut wurde die Halle aus Kelheimer Kalkstein.
König Ludwig wollte mit ihrem Bau und den darin ausgestellten Büsten bedeutender Personen aus Bayern – insbesondere auch aus den erst um 1800 zu Altbayern hinzugekommenen „Stämmen“ Pfalz, Franken und Schwaben – eine Selbstdarstellung Bayerns vermitteln.
In Verbindung mit der monumentalen Bavaria-Statue legte er es darauf an, die „kulturelle neubayerische Dignität“ anzuerkennen und „sie für den Rang des neuen, gesamtbayerischen Staates fruchtbar zu machen“.
Die Widmung lautete: „Als Anerkennung bayerischen Verdienstes und Ruhmes ward diese Halle errichtet von Ludwig I., König von Bayern“.

## Entstehungsgeschichte der Ruhmeshalle

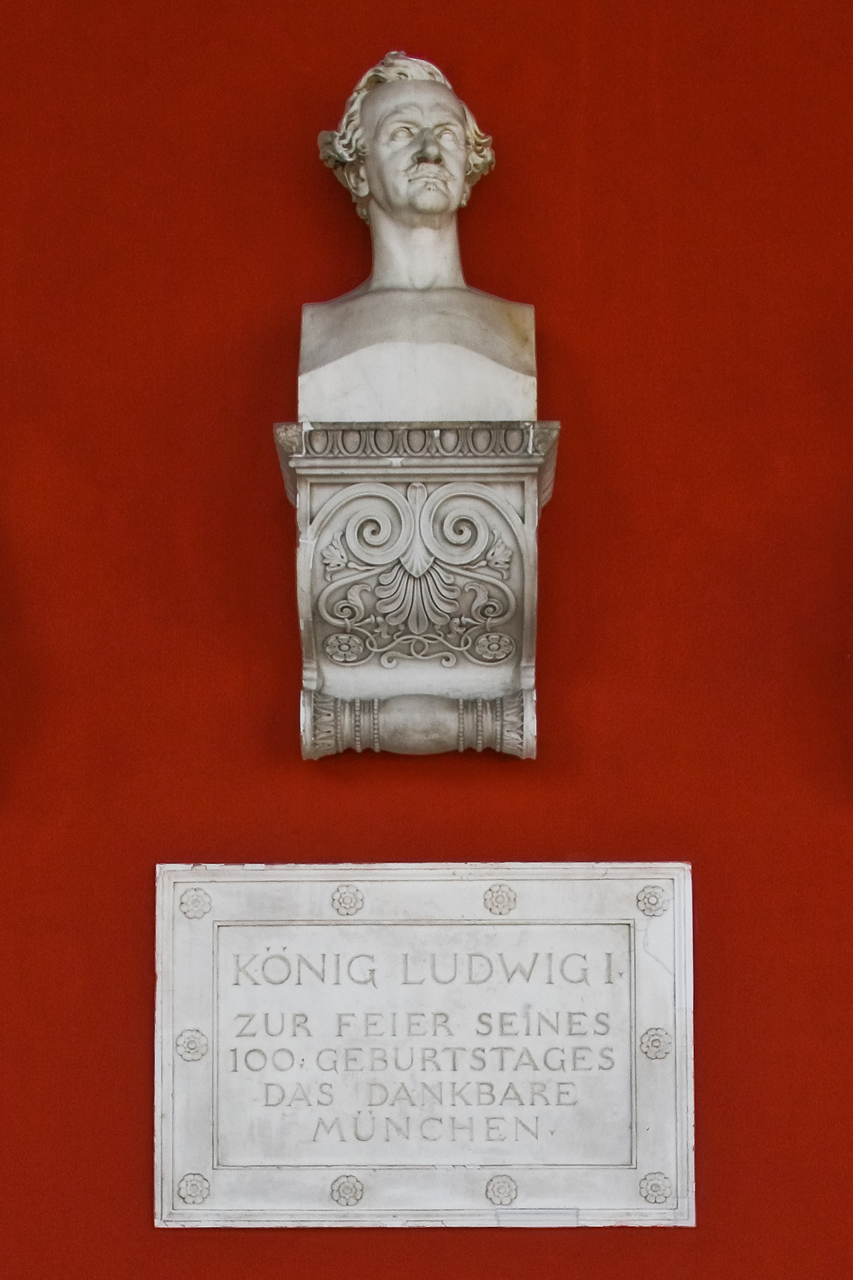
Büste Ludwigs I. in der Ruhmeshalle

### Historischer Hintergrund
Die Jugendzeit Ludwigs I. war geprägt von den Machtansprüchen Napoleons auf der einen und Österreichs auf der anderen Seite, das elterliche Haus Wittelsbach war zu dieser Zeit Spielball zwischen jenen beiden Großmächten. Bis 1805, als Napoleon im dritten Koalitionskrieg München „befreite“ und Ludwigs Vater Maximilian zum König machte, war Bayern wiederholt Kriegsschauplatz mit verheerenden Folgen für das Land. Erst mit Napoleons Niederlage in der Völkerschlacht bei Leipzig 1813 trat Bayern wirklich in eine Friedensphase ein.
Vor diesem Hintergrund machte sich Ludwig bereits als Kronprinz Gedanken über ein „Baiern aller Stämme“ und eine „größere deutsche Nation“. Diese Beweggründe und Ziele motivierten ihn in der Folgezeit zu mehreren Bauprojekten für Nationaldenkmäler wie die Konstitutionssäule in Gaibach (1828), die Walhalla oberhalb der Donau zwischen Regensburg und Donaustauf (1842), die Ruhmeshalle in München (1853) und die Befreiungshalle bei Kelheim (1863), welche der König allesamt privat finanzierte und die in Form und Inhalt, Zweckbestimmung und Rezeption eine künstlerische wie politische Einheit bilden, die bei allen inneren Widersprüchen für Deutschland einzigartig ist.
Ludwig, der seinem Vater nach dessen Tod 1825 auf den Königsthron folgte, fühlte sich eng mit Griechenland verbunden, war ein glühender Verehrer der griechischen Antike und wollte seine Hauptstadt München in ein „Isar-Athen“ verwandeln. In dieser Absicht ließ er besonders in München bereits vor der Ruhmeshalle mit Bavaria mehrere Monumentalbauten und Denkmäler in verschiedenen Spielarten des klassizistischen Stils errichten. Zu den bekanntesten dieser Bauten zählt das Ensemble am Königsplatz (ab 1815) mit den Propyläen, der Glyptothek und der Antikensammlung (1848), der Obelisk am Karolinenplatz (1833), die Feldherrnhalle (1844) und das Siegestor (1850). Ludwigs zweitgeborener Sohn Otto wurde 1832 zum König von Griechenland proklamiert.

### Vorgeschichte
Die Idee zur Ruhmeshalle reifte in einem langen Prozess. Schon als Kronprinz entwickelte Ludwig den Plan, in der Residenzstadt München ein patriotisches Denkmal zu errichten. Am 25. Juli 1809 bat er den Maler und Galerieinspektor Johann Georg von Dillis, durch den Historiker Lorenz Westenrieder ein Verzeichnis „großer“ Bayern aller Stände und Berufe anfertigen zu lassen. 1824 schrieb Ludwig eine Notiz, nach der er bereits damals den Standort an der Hangkante über der Theresienwiese für eine bayerische Ruhmeshalle ausgewählt hatte.
Etwa zwei Jahrzehnte später, im Mai 1828, legte der Dichter und damalige bayerische Innenminister Eduard von Schenk dem inzwischen gekrönten Ludwig eine weitere Liste berühmter Bayern vor, welche eine existierende Liste des Freiherrn von Hofmayr ergänzte.

### Architekturwettbewerb
Im Februar 1833 schrieb Ludwig einen Wettbewerb für das Bauvorhaben aus. Zur Teilnahme eingeladen wurden Friedrich von Gärtner, Leo von Klenze, Joseph Daniel Ohlmüller und Georg Friedrich Ziebland. Der Wettbewerb sollte zunächst erste Ideen für die Gestaltung der Ruhmeshalle sammeln, daher wurden in der Ausschreibung nur die Eckdaten des Projekts vorgegeben: Die Halle sollte oberhalb der Theresienwiese errichtet werden und Platz für etwa 200 Büsten bieten.
Anders als die Ausschreibung zur Walhalla im Jahr 1814, die explizit eine rechteckige Säulenhalle forderte, schrieb das Wettbewerbsprogramm zur Errichtung der Ruhmeshalle keinen bevorzugten Baustil vor, die einzige Vorgabe lautete: „eine Kopie der Walhalla darf dieses Gebäude nicht werden, sind ja auch, so viele dorische Tempel es auch gab, keine Kopie des Parthenons gewesen“. Diese Bestimmung schloss den klassizistischen Baustil des Parallelprojekts Walhalla nicht aus, es liegt jedoch nahe anzunehmen, dass die Architekten dazu ermutigt werden sollten, einen anderen Baustil vorzuschlagen. Da die Entwürfe der vier Teilnehmer weitgehend erhalten sind, bietet sich ein interessanter Einblick in die Entstehungsgeschichte der Ruhmeshalle.

#### Einschub: Romantik oder Klassizismus?
Die Planungsphase der Ruhmeshalle fiel in die Zeit der künstlerischen Auseinandersetzung zwischen Klassizisten einerseits, die sich der Ästhetik der griechischen und römischen Antike verbunden fühlten, und Romantikern andererseits, die ihren künstlerischen Ausdruck an die Formensprache des Mittelalters anlehnten.
Diese Auseinandersetzung entbrannte zu Beginn des 19. Jahrhunderts nach den Befreiungskriegen und dem Wiener Kongress 1814 und erreichte ihren Höhepunkt in den dreißiger Jahren des 19. Jahrhunderts. Der Streit wurzelte in vielen Fällen in unterschiedlichen politischen Auffassungen: Als die nationale Bewegung in Deutschland nach den Befreiungskriegen den einigenden Faktor des Widerstandes gegen die napoleonische Fremdbestimmung verloren hatte, spaltete sich das Lager der Nationalen, und auch die Kunstwelt war fortan entzweit: Während die Klassizisten sich weiterhin dem aufklärerischen Ideal der Kulturnation verpflichtet fühlten, verbanden die Romantiker die Nation mit Begriffen wie Volk, Religion, Geschichte und Tradition.

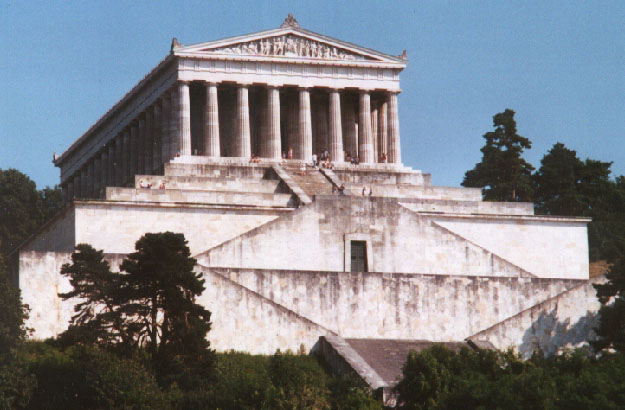
Die Walhalla

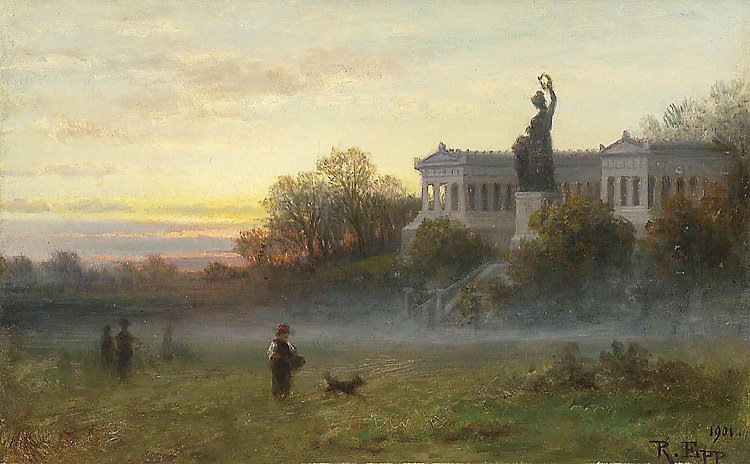
Rudolf Epp: Bavaria und Theresienwiese in München, zeitgen. Gemälde

Schon bei den Planungen zur Walhalla stritt sich Leo von Klenze als Verfechter des Klassizismus mit den romantisch beeinflussten Baumeistern Peter Cornelius und Karl Friedrich Schinkel, die der Auffassung waren, ein deutsches Nationaldenkmal müsse in einem typisch deutschen Baustil – und als solcher galt der gotische Stil – gebaut werden und die Verwendung klassischer Stilelemente als Verrat ansahen. Cornelius kommentierte die Entwürfe Klenzes zur Walhalla 1820 folgendermaßen: „so fällt uns bei dem Entwurf die Frage ein, warum soll das größte deutsche und nur deutsche Ehrenmal so absolut griechisch sein?“ Klenze dagegen sah in der Gotik eine „maßlose Anhäufung“ von Verzierungen und betrachtete sie als „einen Sieg des Handwerkes über die Kunst“. Der neugotische Stil sei deshalb auch keine Kunst, sondern eine rein handwerkliche und technische Übertreibung. Einzig in der Klassik erblickte Klenze das „wahrhaft Schöne“, das „hoch über allem Historischen und Volksthümlichen“ stehe. Nur diesen Baustil empfand er als allgemein menschlich und zeitlos.
Beim Wettbewerb zur Ruhmeshalle fand diese nicht nur künstlerisch-architektonische, sondern auch weltanschaulich-politische Auseinandersetzung eine Neuauflage.

#### Die Entwürfe
- Gärtner entwarf einen Rundbau, der mit einer Kuppel versehen werden sollte. Seine Pläne ähneln der durch ihn später ausgeführten Befreiungshalle bei Kelheim sehr. Als Inspiration dienten ihm klassische Vorbilder, seine Halle mit einer kreisrunden Öffnung im Zenit der Kuppel ist im weitesten Sinn eine Nachahmung des Pantheons in Rom.

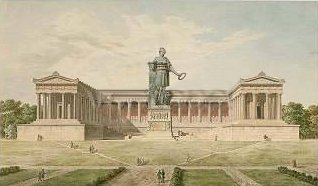
Entwurf von Klenze

- Klenze hatte als Hofbaumeister schon lange vor seinen Konkurrenten Kenntnis von den Plänen Ludwigs. Bereits am dritten Tag seiner Regierungszeit weihte der König den Architekten in seine Pläne ein, zudem kannte Klenze die Vorstellungen Ludwigs und genoss während der laufenden Ausschreibung den weiteren Vorteil, Einblick in die eingehenden Entwürfe seiner Konkurrenten zu haben. Sein Vorschlag für die Ruhmeshalle selbst bot im Prinzip nichts grundlegend Neues. Ähnlich der Walhalla schlug er eine dorische Säulenhalle vor, diesmal auf U-förmigem Grundriss. Neu und ungewöhnlich war aber sein Vorschlag, der Halle eine Kolossalplastik voranzustellen, die als Allegorie das Vaterland Bayern symbolisieren sollte. Das umgebende Bauwerk sollte eher klein ausfallen und lediglich als umrahmende Architektur dienen.

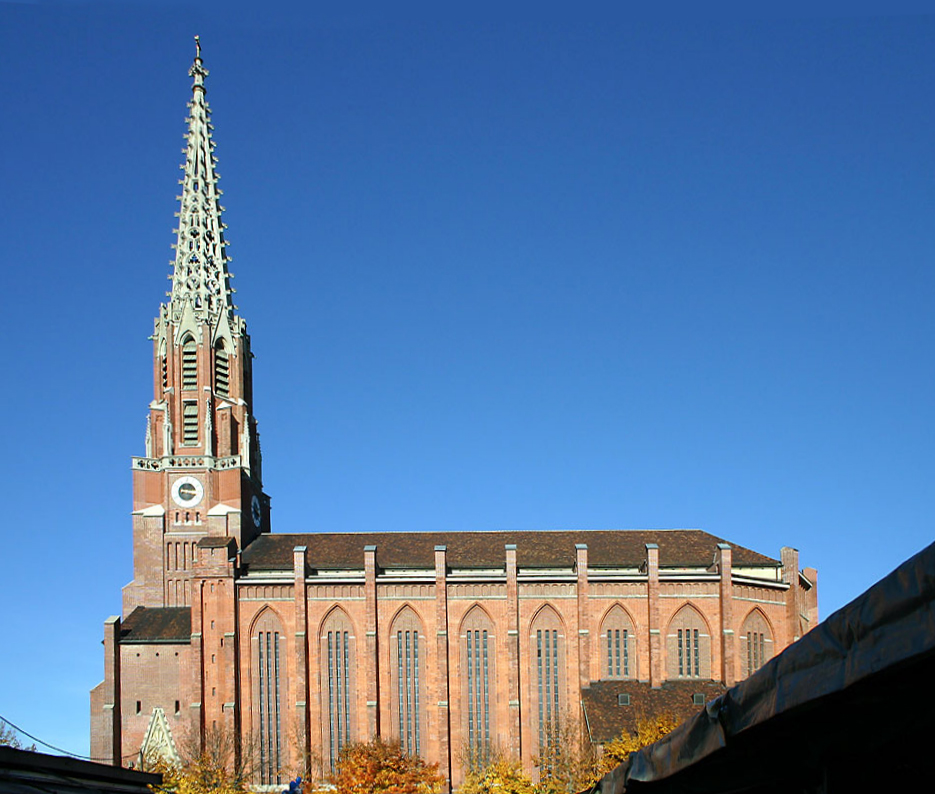
Ohlmüllers Mariahilfkirche

- Ohlmüller hatte seine Karriere als Klassizist begonnen und in München für Klenze als Baumeister den Bau der Glyptothek geleitet. Während der Planungsphase der Ruhmeshalle war er zum glühenden Anhänger der Neugotik geworden. Sein Hauptwerk, die neugotische Mariahilfkirche am Mariahilfplatz unterhalb des Nockherbergs in München befand sich zur Zeit der Ausschreibung der Ruhmeshalle bereits im Bau. Auch sein Entwurf zur Ruhmeshalle ist ein klares Bekenntnis zur Gotik. Auf einem hohen Sockel plante er eine achteckige Halle mit Spitzgewölben, an die sich sieben Kapellen anschließen sollten. In der Mitte der Halle wollte Ohlmüller eine Statue Ludwigs I. aufstellen. Jede der Kapellen sollte eine Berufsgruppe der zu ehrenden Personen aufnehmen, die jedoch nicht in klassischer Manier als Büste, sondern in ihren historisch überlieferten Gewändern dargestellt werden sollten.

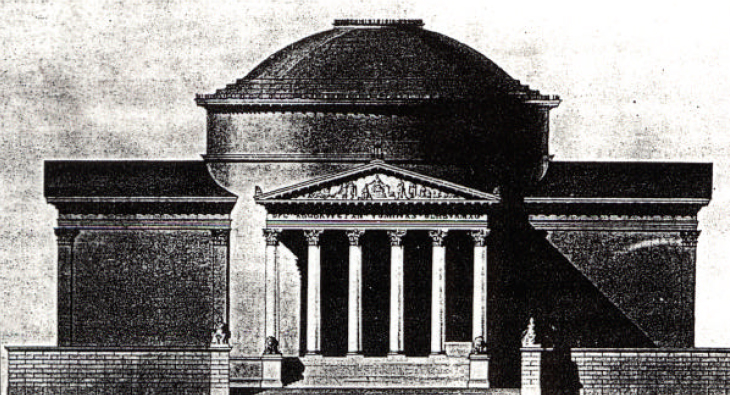
Zieblands Entwurf

- Ziebland schließlich beachtete bei seinem Entwurf für die Ruhmeshalle die Vorgaben des Wettbewerbes kaum. Er schlug eine dorische Säulenhalle vor, die sich lediglich in den Dimensionen und durch einen Kuppelaufbau von der Walhalla unterschied. Es ist nicht bekannt, ob sein Entwurf nach der Einreichung noch weiter diskutiert wurde.

Ludwig I. entschied sich im März 1834, in erster Linie aus Kostengründen, gegen die Projekte Gärtners, Ohlmüllers und Zieblands und beauftragte Klenze mit dem Bau der Ruhmeshalle. An Klenzes Entwurf beeindruckte ihn zweifellos die Kolossalstatue besonders, war doch eine solche Großplastik seit der Antike nicht mehr verwirklicht worden. Geschmeichelt von der Idee, ebenso imposante Statuen zu errichten wie die bewunderten antiken Herrscher, schrieb Ludwig I. nach seiner Entscheidung für Klenzes Entwurf: „Nur Nero und ich können solche Kolosse erbauen.“

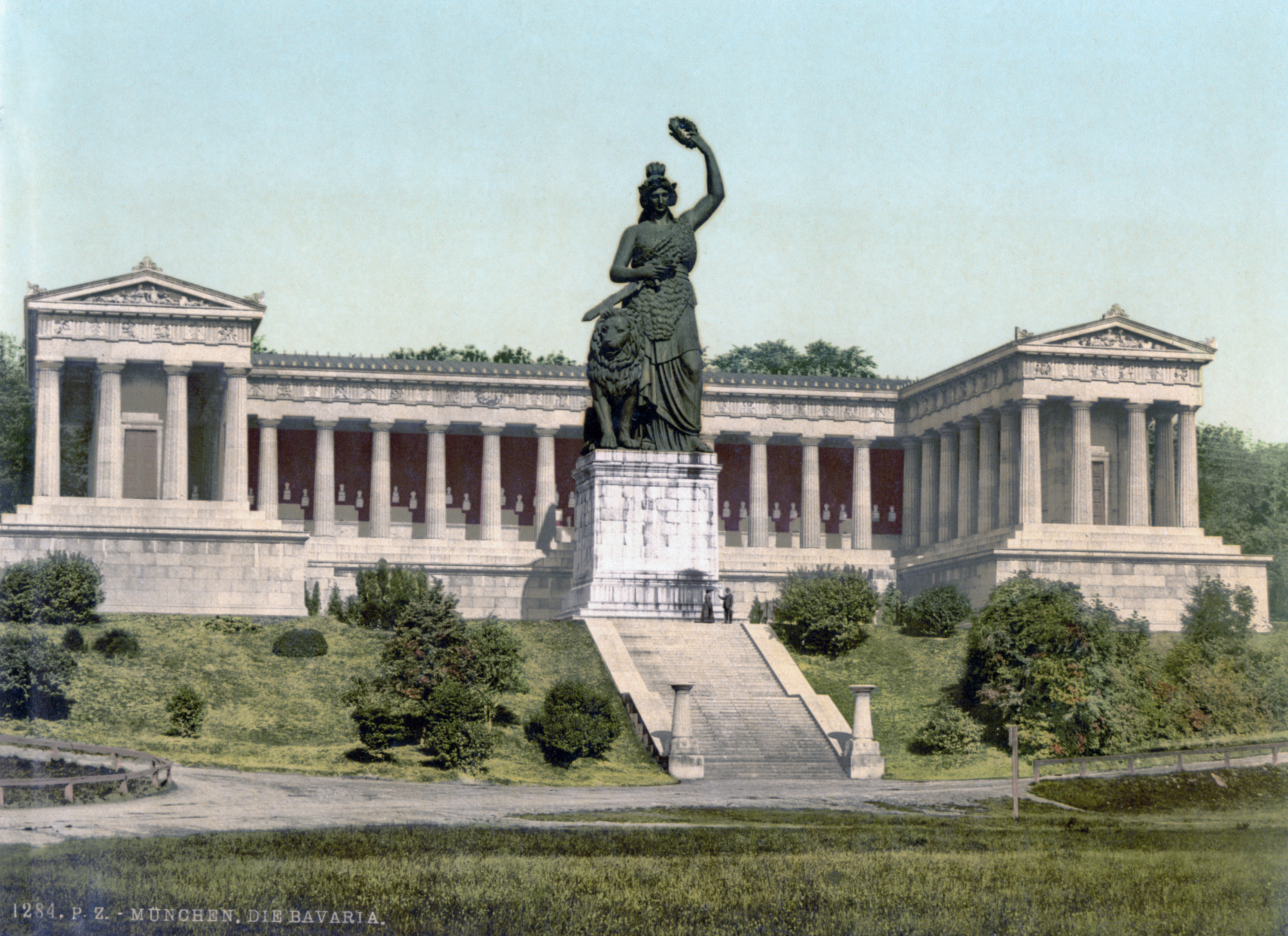
Die Ruhmeshalle mit der Bavaria auf einer Postkarte aus dem 19. Jahrhundert

### Ausführung und Ausstattung
Tatsächlich errichtet wurde das Ensemble dann von 1843 bis 1853, wobei die Ruhmeshalle nach Klenzes Vorstellungen gebaut wurde, während die Bavaria durch Ludwig Schwanthaler im romantischen Sinne germanisiert wurde, was durch das Bärenfell der Figur angedeutet wurde. Sie trägt das Schwert des Friedens und hat als Attribut der Stärke einen Löwen an ihrer Seite.
Im Inneren der Ruhmeshalle wurden 1853 die Büsten von 74 zu ehrenden Personen aufgestellt, 1868 kamen zehn neue hinzu. 1888 wurde anlässlich der Feierlichkeiten zum 100. Geburtstag Ludwigs I. eine Büste des Königs selbst an zentraler Stelle der Mittelwand in der Ruhmeshalle angebracht, darunter eine Tafel mit der Inschrift: KÖNIG LUDWIG I. ZUR FEIER SEINES 100. GEBURTSTAGES DAS DANKBARE MÜNCHEN.

### 20. Jahrhundert
Im Zweiten Weltkrieg wurde die Ruhmeshalle 1944 bei einem der Luftangriffe auf München getroffen. 1966 beschloss der Bayerische Ministerrat, dem Willen des königlichen Stifters folgend, die Ruhmeshalle nicht nur als Museum zu erhalten, sondern in der Weise fortzuführen, dass weiterhin bayerische Persönlichkeiten, die sich um Volk und Staat verdient gemacht haben, durch Aufstellung ihrer Büste geehrt werden sollen. Mit diesem Beschluss kam Bewegung in den Wiederaufbau der Kriegsruine, die dann im Jahr der Olympischen Spiele in München 1972 wieder instand gesetzt war und am 26. Oktober mit den erhaltenen und wiederhergestellten Büsten neu eröffnet wurde.
Einige der beschädigten Büsten wurden restauriert oder nach Abbildungen neu erschaffen, andere sind dagegen für immer verloren. Nicht ersetzt wurden auch Büsten für Personen, die inzwischen auch in die Walhalla aufgenommen wurden. In den Jahren 1972, 1976 und 1987 wurden insgesamt 17 neue Büsten aufgestellt.
Am 3. April 2000 wurden dann zusätzlich folgende Persönlichkeiten durch Büstenaufstellung geehrt: Georg Britting, Dichter (1891–1964); Lena Christ, Schriftstellerin (1881–1920); Johann Michael Fischer, Baumeister (1692–1766); Karl Amadeus Hartmann, Komponist (1905–1963); Claus Graf Schenk von Stauffenberg, Widerstandskämpfer (1907–1944); Heinrich Wieland, Chemiker (1877–1957) und Klara Ziegler, Schauspielerin (1844–1909).
Am 15. Januar 2007 beschloss das Bayerische Kabinett die Aufnahme von Bertolt Brecht, Werner Heisenberg, Franz von Lenbach, Emmy Noether, Carl Orff und Therese Prinzessin von Bayern. Ihre Büsten wurden am 22. April 2009 enthüllt.
Die Auswahl zu ehrender Personen erfolgt auf Beschluss des Bayerischen Ministerrats nach Votum einer Expertenkommission aus dem Bayerischen Kultusministerium, der Bayerischen Akademie der Schönen Künste, der Bayerischen Akademie der Wissenschaften, der Bayerischen Schlösserverwaltung, dem Haus der Bayerischen Geschichte, dem Bayerischen Finanzministerium und der LMU. Die Vergabe der Bildhauerarbeiten wird von der Staatsbauverwaltung nach denselben Regeln wie bei jeder anderen Bauaufgabe vorgenommen; die Schlösserverwaltung begleitet den Prozess baufachlich, da auch der Bereich der Denkmalpflege berührt wird, der in ihren Zuständigkeitsbereich fällt.

## Büsten

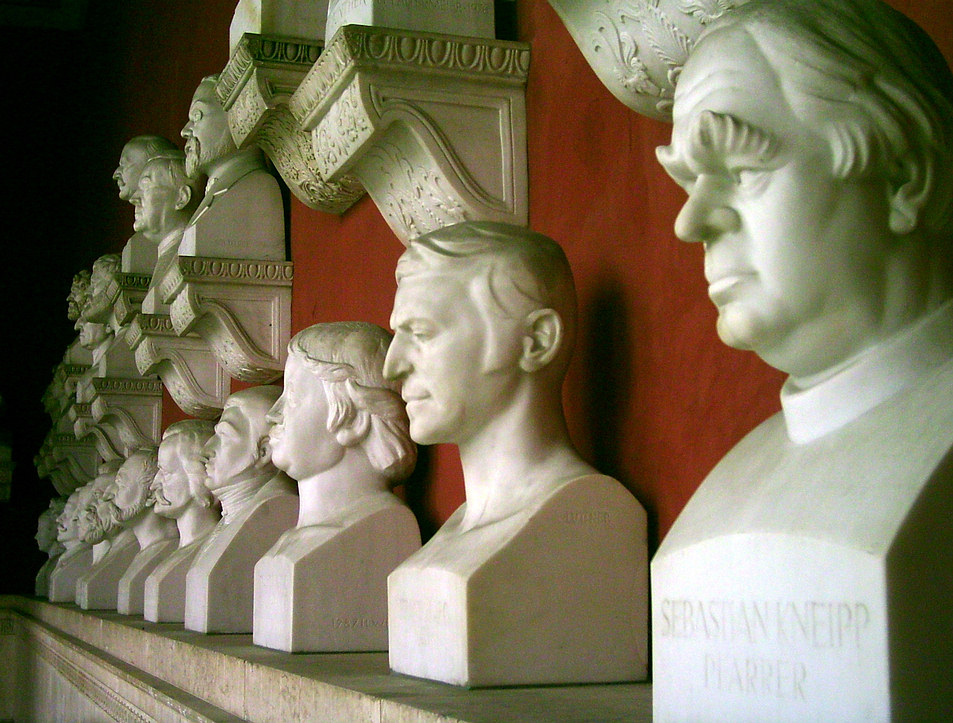
Büsten im Nordflügel, vorne Sebastian Kneipp

Die Büsten sollten und sollen weiterhin möglichst lebensecht wirken, was bei noch lebenden oder kürzlich verstorbenen Personen relativ einfach war beziehungsweise ist. Historische Gestalten wurden anhand von vorhandenem Bildmaterial oder Beschreibungen nachgebildet. Für Ludwig I. war die Genauigkeit der Büsten, wie auch bei der Walhalla, ein persönliches Anliegen, wie verschiedene Briefwechsel zeigen.
Die Auswahl der frühen Büsten spiegelt die politischen und pädagogischen Absichten von Ludwig I. wider. Zum einen sollte durch die gezielte Auswahl von Franken, der bayerischen Pfalz und Schwaben die patriotischen Gefühle dieser erst nach 1800 zu Bayern gekommenen neubayerischen „Stämme“ gestärkt werden. Mehr als die Hälfte der von Anfang an aufgestellten Büsten ehren Personen aus Neubayern, wobei ein besonderer Schwerpunkt auf den Städten Nürnberg und Augsburg liegt. Zum anderen zeigen die erwählten Größen diejenigen Aspekte in der Philosophie, Theologie, Kunst und Wissenschaft, die Ludwig I. seinem Volk nahebringen wollte.
Die Schreibweise der Namen und Abkürzungen sowie die Berufsbezeichnungen in der folgenden Liste folgen der Beschriftung der Büsten. (Reihenfolge der Listen: von links nach rechts.)

### Linke Flügelwand

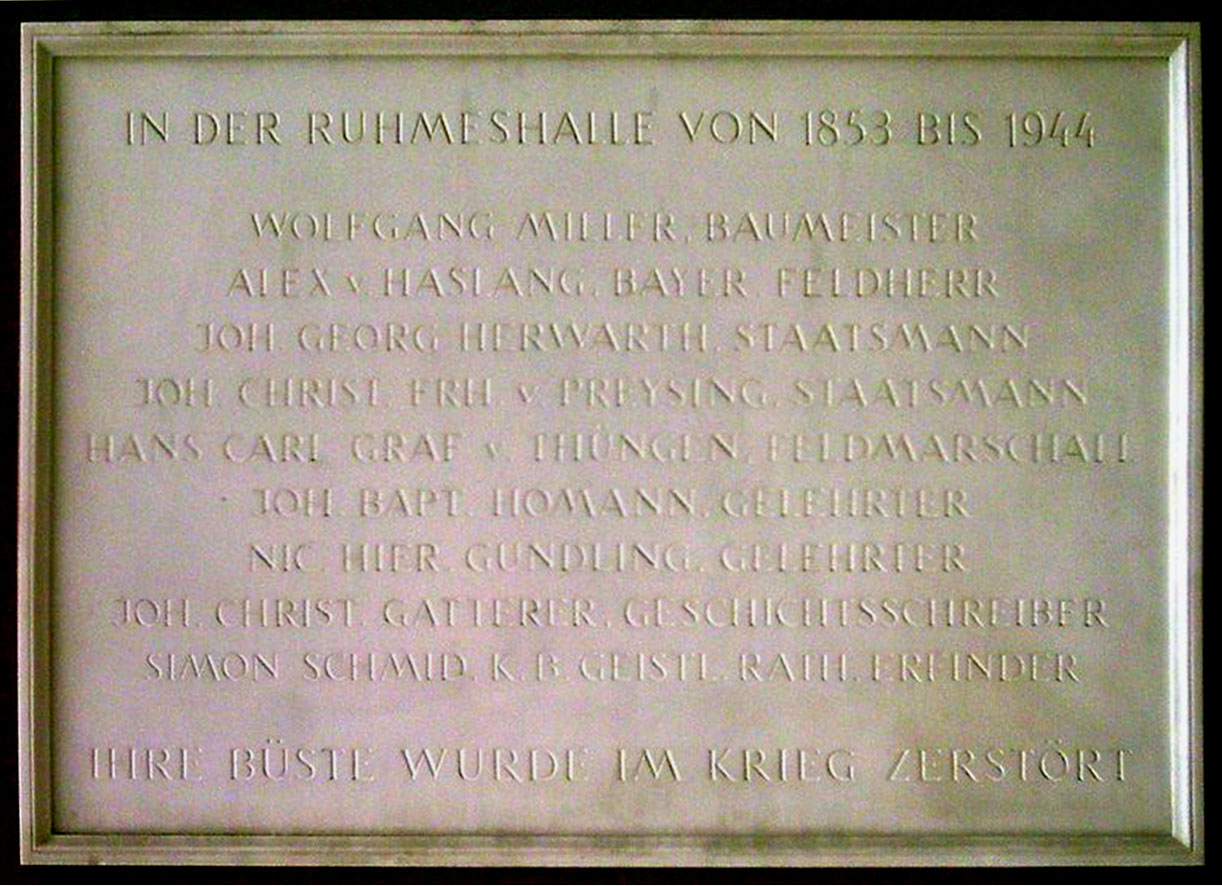
Gedenktafel für 1944 zerstörte Büsten

- Gedenktafel für 1944 zerstörte Büsten, die zunächst nicht restauriert bzw. nachgebildet wurden
- WOLFGANG MILLER, BAUMEISTER
- ALEX V. HASLANG, BAYER. FELDHERR
- JOH. GEORG HERWARTH, STAATSMANN
- JOH. CHRIST. FRH. V. PREYSING, STAATSMANN
- Hans Carl Graf V. THÜNGEN, FELDMARSCHALL
- JOH. BAPT. HOMANN, GELEHRTER
- NIC. HIER. GUNDLING, GELEHRTER
- JOH. CHRIST. GATTERER, GESCHICHTSSCHREIBER
- SIMON SCHMID, K. B. GEISTL. RATH, ERFINDER

### Linke Seitenwand
- MARTIN SCHONGAUER, MALER
- MARTIN BEHAIM, GELEHRTER
- ADAM KRAFT, BILDHAUER

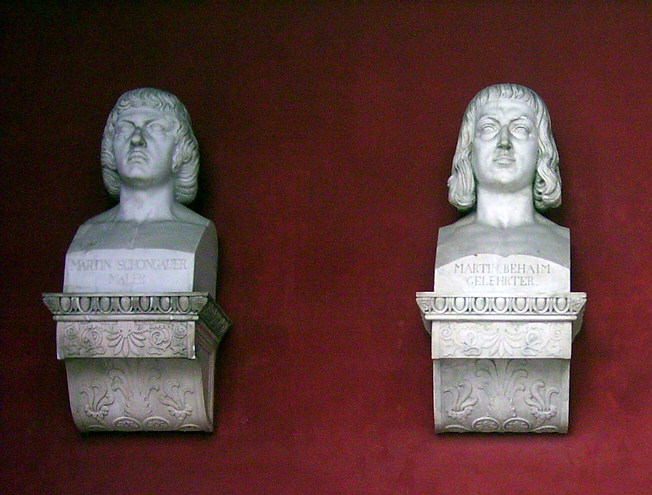
Martin Schongauer, Martin Behaim

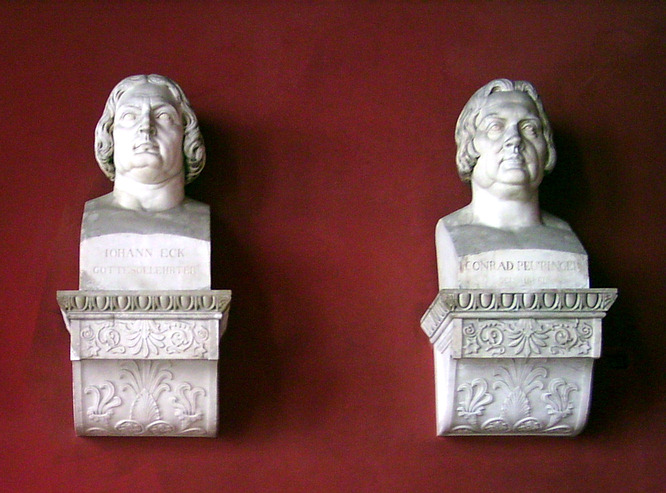
Johannes Eck, Conrad Peutinger

- KONRAD CELTIS, DICHTER U. GELEHRTER
- JOHANNES TRITHEIM, ABT U. GELEHRTER
- MICHAEL WOLGEMUT, MALER
- HANNS HOLBEIN D. AELTERE, MALER
- WILIBALD PIRKHEIMER, GELEHRTER
- VEIT STOSS, BILDSCHAFFENDER
- ALBERT ALTORFFER, MALER
- HANS BURGKMAIR, MALER
- JOHANN ECK, GOTTESGELEHRTER
- CONRAD PEUTINGER, GELEHRTER

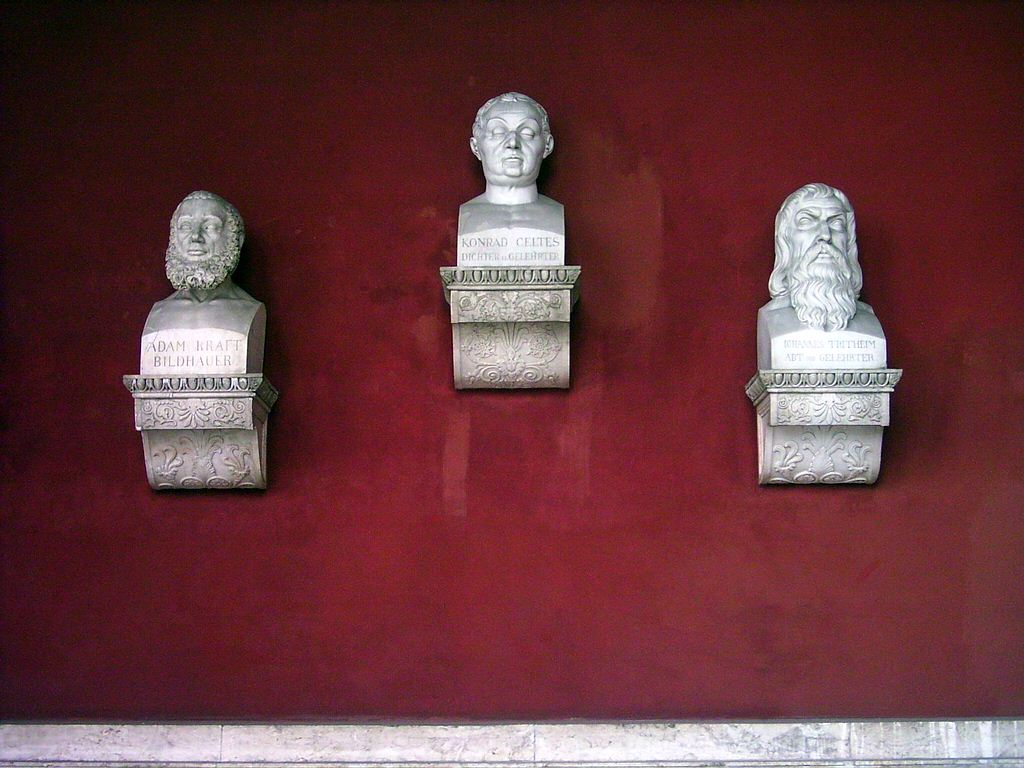
Adam Kraft Konrad Celtes Johannes Tritheim (von links)
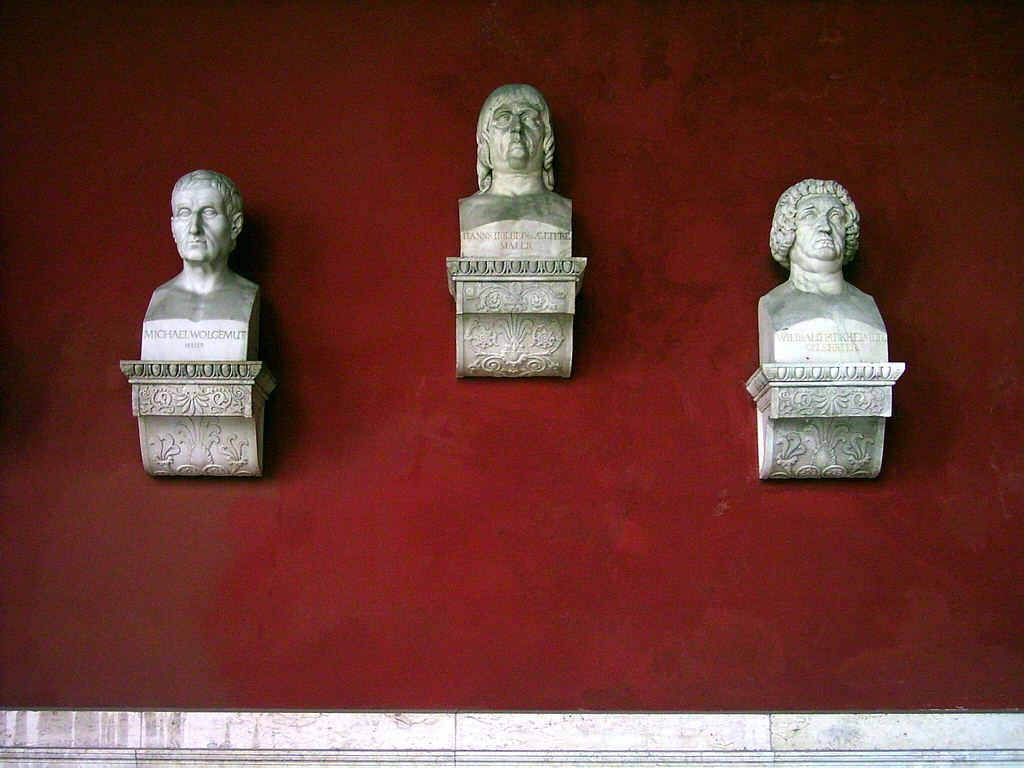
Michael Wolgemut Hanns Holbein d.Aeltere Wilibald Pirkheimer (von links)
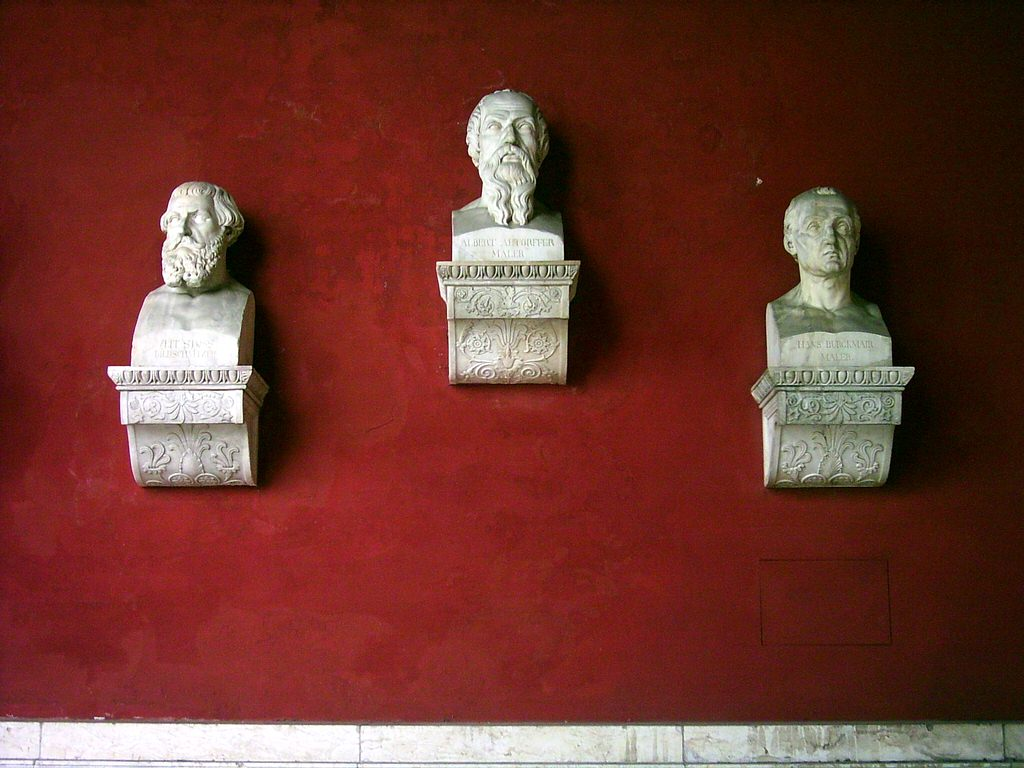
Veit Stoss Albrecht Altdorfer Hans Burgkmair (von links)

### Mittelwand
- LEONHARD V. ECK, CANZLER
- PETER APIAN, GELEHRTER

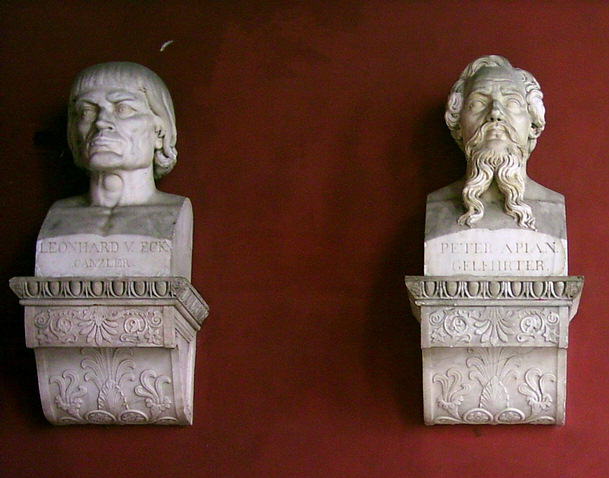
Leonhard v. Eck, Peter Apian

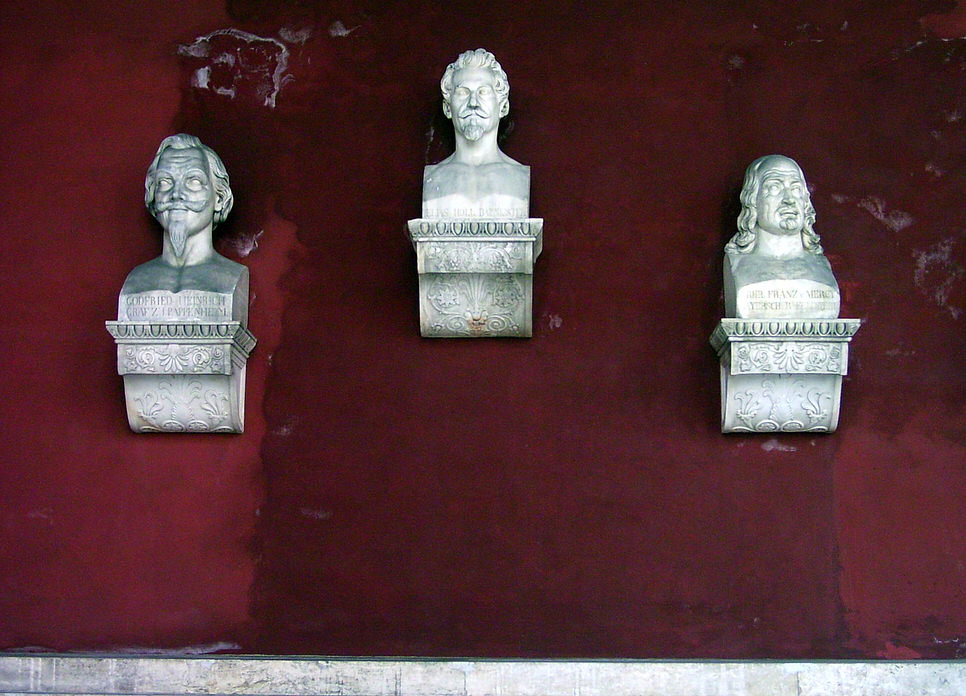
G. H. Graf zu Pappenheim, Elias Holl,
Frhr. Franz v. Mercy

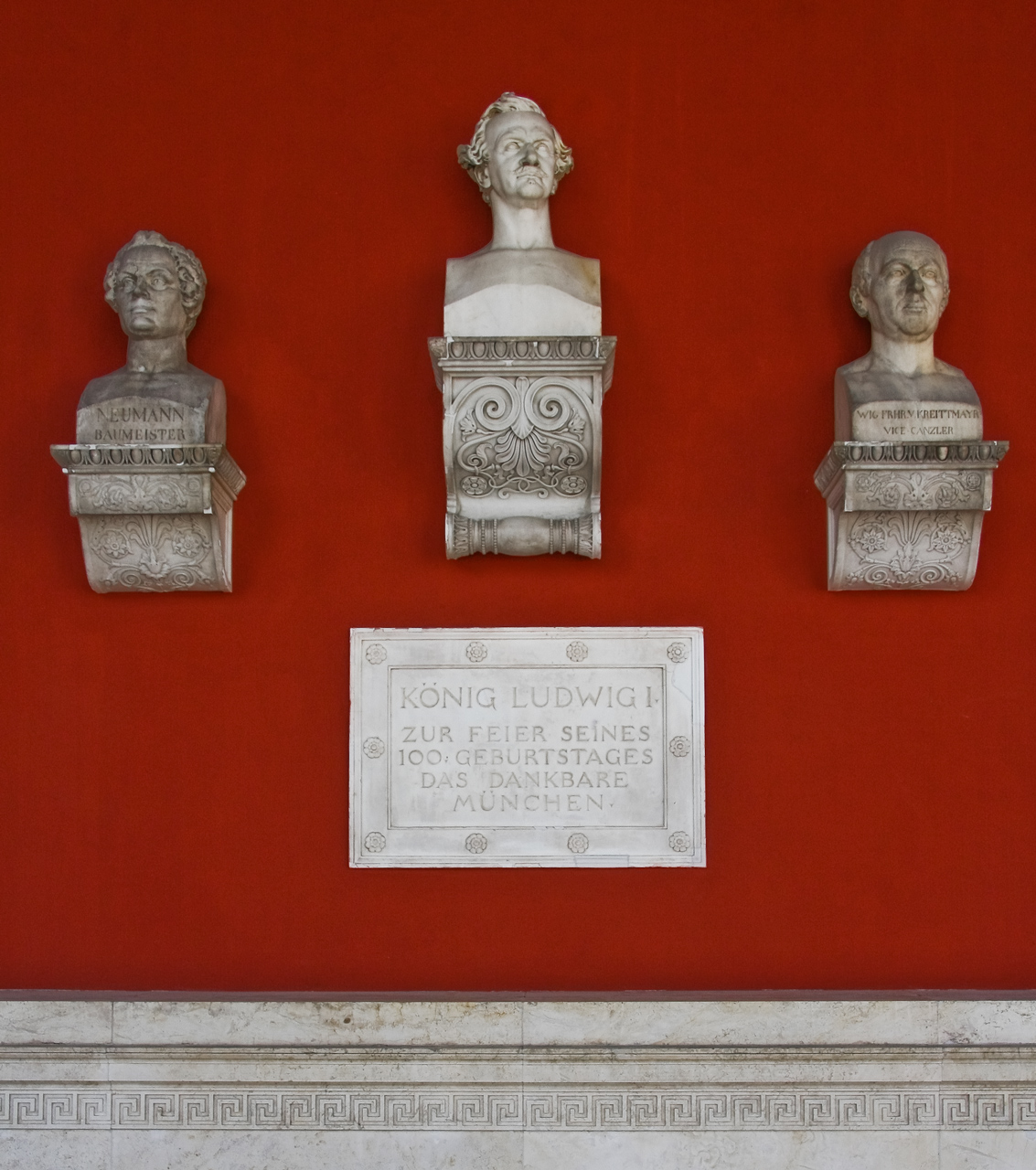
Balthasar Neumann, König Ludwig I.,
Wig. Frhr. v. Kreittmayr

- LUCAS MÜLLER GEN. CRANACH D. AE., MALER
- CHRISTOPH AMBERGER, MALER
- HANS JACOB FUGGER, KUNSTSAMMLER UND GELEHRTER
- HANS SACHS, DICHTER
- ROLAND DE LATTRE GENANNT ORLANDO DI LASSO, TONSETZER
- CHRISTOPH SCHWARTZ, MALER
- PETER CANISIUS, GOTTESGELEHRTER
- PETER DE WITTE GENANNT CANDID KÜNSTLER
- JOH. THERKLAS GRAF V. TILLY, BAYER. HEERFÜHRER
- GODFRIED HEINRICH GRAF ZU PAPPENHEIM (General)
- ELIAS HOLL, BAUMEISTER
- FRHR. FRANZ V. MERCY, BAYRISCHER FELDHERR
- CHRISTOPH SCHEINER, PRIESTER UND GELEHRTER
- BARTHOLOMÄUS HOLZHAUSER, PRIESTER
- JOHANN V. MANDL, STAATSMANN (siehe Hebertshausen)
- JAKOB BALDE, PRIESTER U. DICHTER
- JOACHIM SANDRART, MALER
- CASPAR VON SCHMITT, STAATSMANN
- ANDREAS WOLF, MALER
- HADRIAN VAN DER WERFF, MALER
- FRANZ BEICH, MALER
- BALTHASAR NEUMANN, BAUMEISTER
- KÖNIG LUDWIG I. ZUR FEIER SEINES 100. GEBURTSTAGES DAS DANKBARE MÜNCHEN
- WIG. FRHR. VON KREITTMAYR, VICE CANZLER (siehe Geheime Ratskanzler)
- GRAF SIEGMUND V. HAIMHAUSEN, PRÄS.D.AKAD.D.WISSENSCHAFTEN, Jurist, Unternehmer (u. a. Porzellanmanufaktur Nymphenburg) und Gründungspräsident der Bayerischen Akademie der Wissenschaften
- MICH.IGNATZ SCHMIDT, GESCHICHTSSCHREIBER
- IOSEPH VOGLER, TONSETZER
- BENIAMIN THOMPSON GRAF VON RUMFORD, (Staatsmann und Gelehrter)
- JEAN PAUL FRIEDERICH RICHTER, SCHRIFTSTELLER
- GEORG V. REICHENBACH, MECHANIKER
- IOS. V. FRAUNHOFER, OPTIKER
- LORENZ VON WESTENRIEDER, GESCHICHTSSCHREIBER
- IOH. MICH. V. SAILER, BISCHOF
- ALOIS SENEFELDER, Erfinder des Steindruckes
- GRAF AUGUST V. PLATEN, DICHTER
- FRANZ P:V:SCHRANK, NATURFORSCHER
- FÜRST KARL WREDE, FELDMARSCHALL
- DANIEL OHLMÜLLER, BAUMEISTER
- FRANZ V. BAADER, WELTWEISER
- EDUARD V. SCHENK, DICHTER
- IOSEPH PSCHORR, GROSSBRAUER (siehe Hacker-Pschorr)
- FRIEDRICHV.GAERTNER, BAUMEISTER
- LUDW.V.SCHWANTHALER, BILDHAUER
- FRANZ XAVER GABELSBERGER, ERFINDER d. DEUTSCHEN STENOGRAPHIE
- CARL ROTTMANN, MALER
- IOHANN ANDREAS SCHMELLER, GELEHRTER
- GEORG SIMON OHM, GELEHRTER

Auf dem Sims:

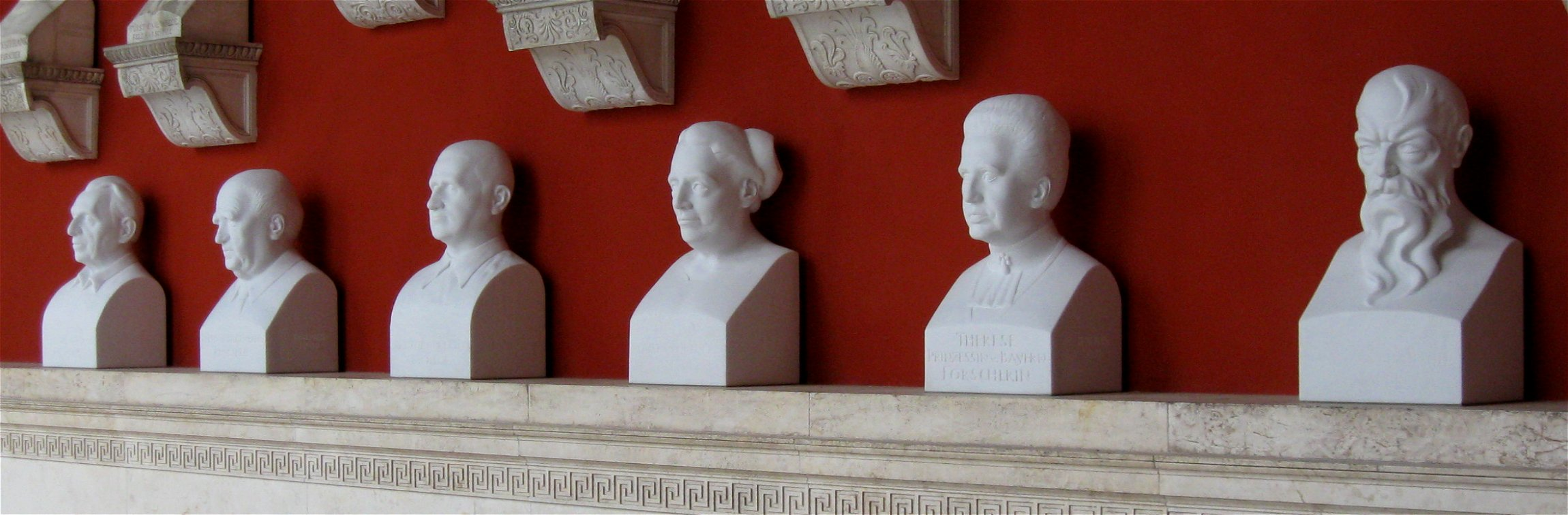
2009 neu aufgestellte Büsten

- CARL ORFF, KOMPONIST (Büste enthüllt am 22. April 2009)
- WERNER HEISENBERG, PHYSIKER (Büste enthüllt am 22. April 2009)
- BERTOLT BRECHT, DICHTER (Büste enthüllt am 22. April 2009)
- EMMY NOETHER, MATHEMATIKERIN (Büste enthüllt am 22. April 2009)
- THERESE PRINZESSIN V. BAYERN, FORSCHERIN (Büste enthüllt am 22. April 2009)
- FRANZ VON LENBACH, MALER (Büste enthüllt am 22. April 2009)
- KARL AMADEUS HARTMANN, KOMPONIST (Büste enthüllt am 3. April 2000)
- HEINRICH WIELAND, CHEMIKER (Büste enthüllt am 3. April 2000)
- CLAUS GRAF SCHENK V. STAUFFENBERG, WIDERSTANDSKÄMPFER (Büste enthüllt am 3. April 2000)
- GEORG BRITTING, DICHTER (Büste von Max Wagner, enthüllt am 3. April 2000)
- LENA CHRIST, SCHRIFTSTELLERIN (Büste von Martin Kargruber, enthüllt am 3. April 2000)

### Rechte Seitenwand
- Heinrich von Hess, Maler
- Leo von Klenze, Baumeister
- Peter von Cornelius, Maler

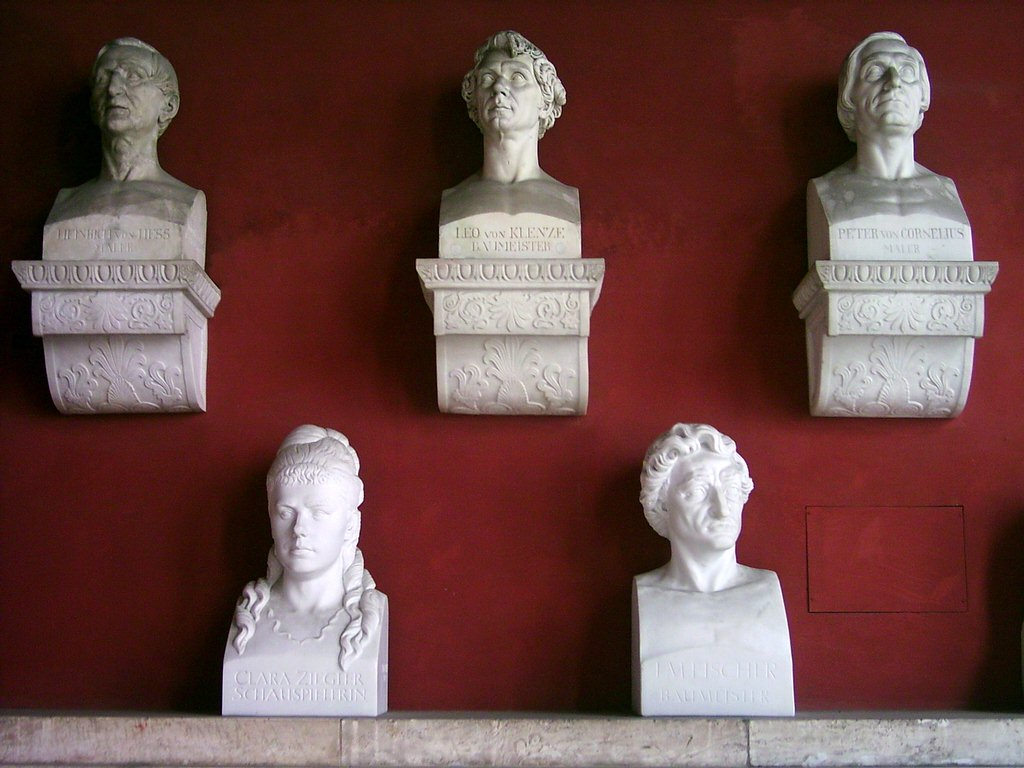
Oben: Hess, Klenze, Cornelius; unten: Klara Ziegler, Johann M. Fischer

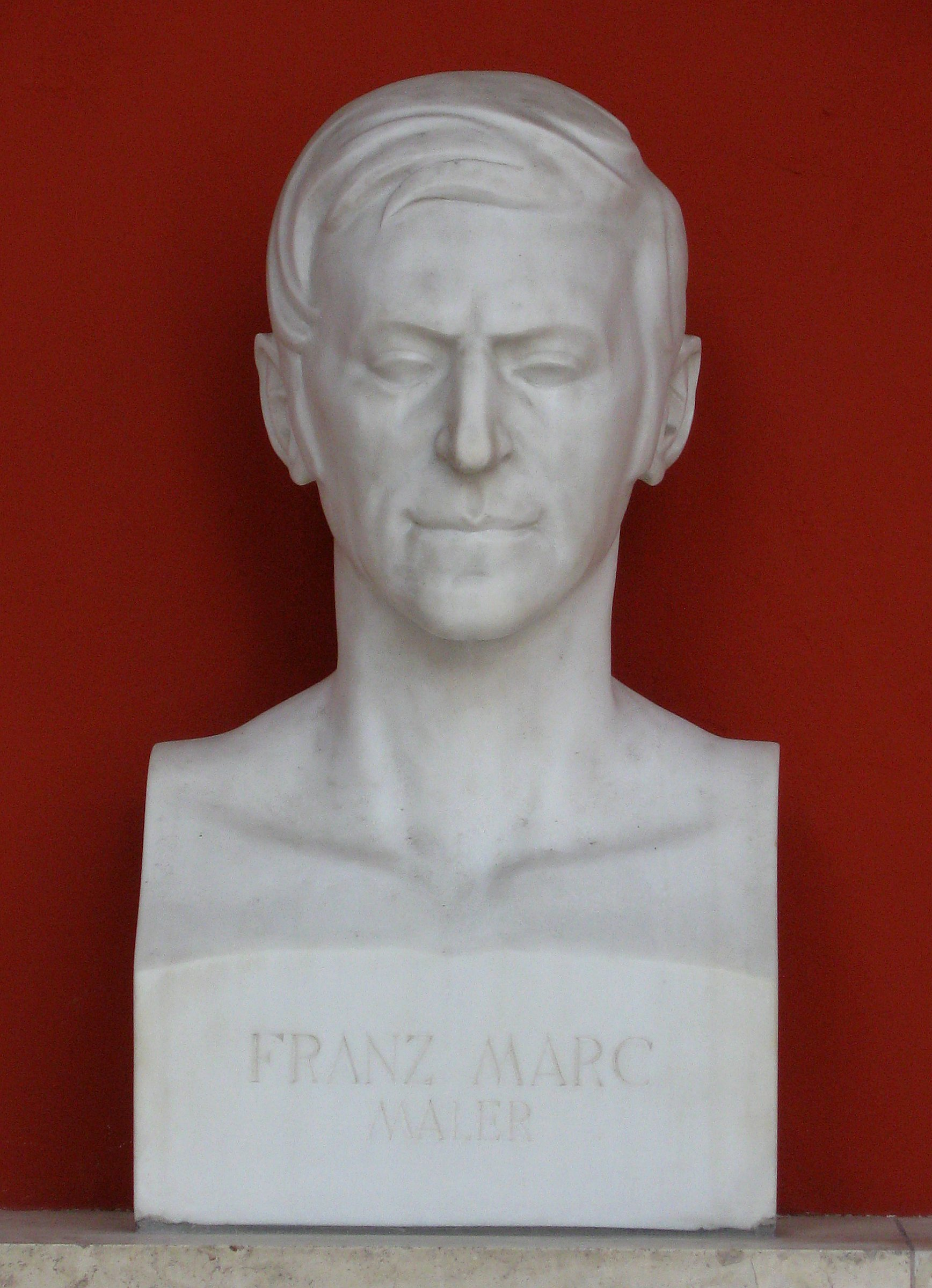
Büste von Franz Marc

- Ferdinand von Miller, Erzgießer (Büste enthüllt 1914)
- Christoph Dientzenhofer, Baumeister
- Wilhelm Leibl, Maler
- Rudolf Diesel, Ingenieur
- Ludwig Thoma, Schriftsteller
- Siegmund Riezler, Historiker
- Oskar von Miller, Elektroingenieur
- IGNAZ GÜNTHER, Bildhauer
- FRIEDRICH KOENIG, Erfinder
- MAXIMILIAN JOSEPH MONTGELAS, Staatsmann

Auf dem Sims:
- CLARA ZIEGLER, SCHAUSPIELERIN (Büste enthüllt am 3. April 2000)
- JOHANN MICHAEL FISCHER, BAUMEISTER (Büste enthüllt am 3. April 2000)
- ARNOLD SOMMERFELD, Physiker
- RICHARD WILLSTÄTTER, Chemiker
- ADOLF VON HILDEBRAND, Bildhauer
- CARL SPITZWEG, Maler
- HANS FREIHERR VON UND ZU AUFSESS, Gründer des Germanischen Nationalmuseums
- WILHELM JOSEF BEHR, Staatsrechtslehrer
- FRANZ ERWEIN GRAF VON SCHÖNBORN, Standesherr
- FRANZ MARC, Maler
- SEBASTIAN KNEIPP, Pfarrer

### Rechte Flügelwand

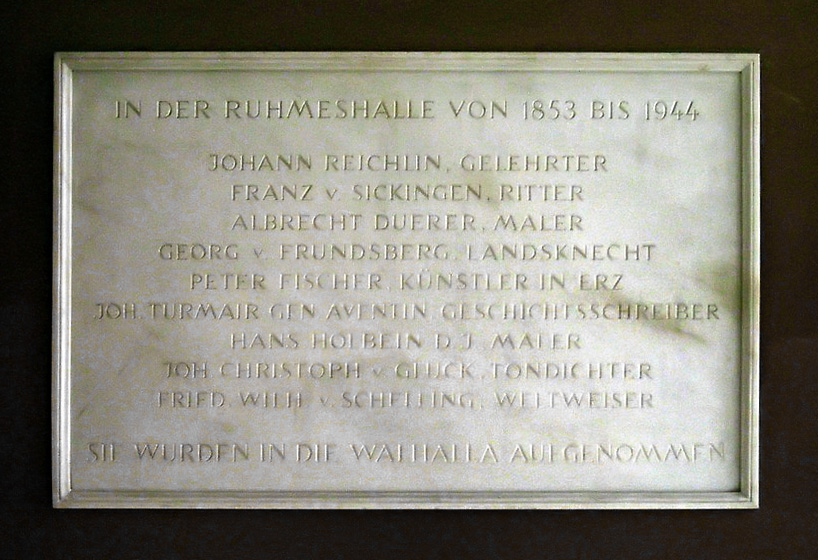
Gedenktafel für 1944 zerstörte Büsten von Geehrten, die in die Walhalla aufgenommen wurden

- Gedenktafel für 1944 zerstörte Büsten von Personen, die in die Walhalla aufgenommen wurden und deren Büsten daher für die Ruhmeshalle nicht restauriert oder neu gefertigt wurden
- JOHANN REICHLIN, GELEHRTER
- FRANZ V. SICKINGEN, RITTER
- ALBRECHT DUERER, MALER
- GEORG V. FRUNDSBERG, LANDSKNECHT
- PETER FISCHER, KÜNSTLER IN ERZ
- JOH. TURMAIR GEN. AVENTIN, GESCHICHTSSCHREIBER
- HANS HOLBEIN D.J., MALER
- JOH. CHRISTOPH V. GLUCK[3], TONDICHTER
- FRIED. WILH. V. SCHELLING, WELTWEISER

## Kuriosa

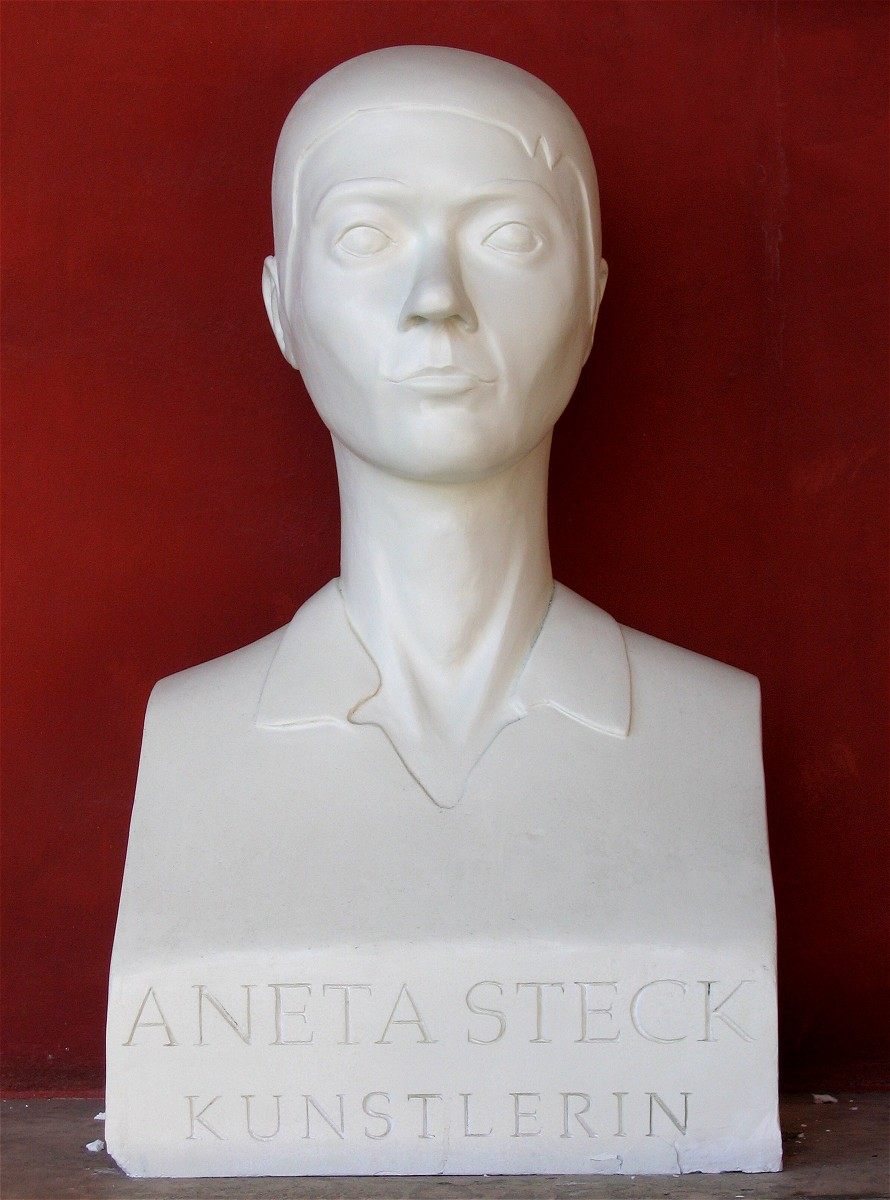
2006 heimlich aufgestellte Gipsbüste

In der Münchner Residenz ist eine weitgehend unbekannte Marmorbüste von Wolfgang Amadeus Mozart zu sehen, welche Ludwig noch als Kronprinz in Auftrag gegeben hatte und die wohl ebenfalls für eines seiner Ruhmeshallen-Projekte vorgesehen war. Die Büste gelangte damals allerdings nicht zur öffentlichen Aufstellung, möglicherweise weil, einer Überlieferung nach, Mozarts Witwe Constanze bei einem Besuch in München 1835 den Dargestellten nicht als ihren verstorbenen ersten Mann erkannte. So verblieb das Bildwerk zunächst in königlichem Privatbesitz, 1959 wurde es dann an die Bayerische Schlösserverwaltung verkauft und wanderte dort erst für Jahrzehnte ins Depot, bis es anlässlich des Mozartjahres 2006 öffentlich zugänglich gemacht wurde.
Als ihre Diplomarbeit und aus Protest gegen die „Vorherrschaft“ männlicher Büsten hat eine Kunststudentin im November 2006 ihre eigene Büste in Gips modelliert und diese heimlich in der Ruhmeshalle aufgestellt. Der Verwaltung fiel sie erst nach sieben Monaten in der Folge eines Medienbeitrages auf, so dass die Büste entfernt wurde.

## Literatur

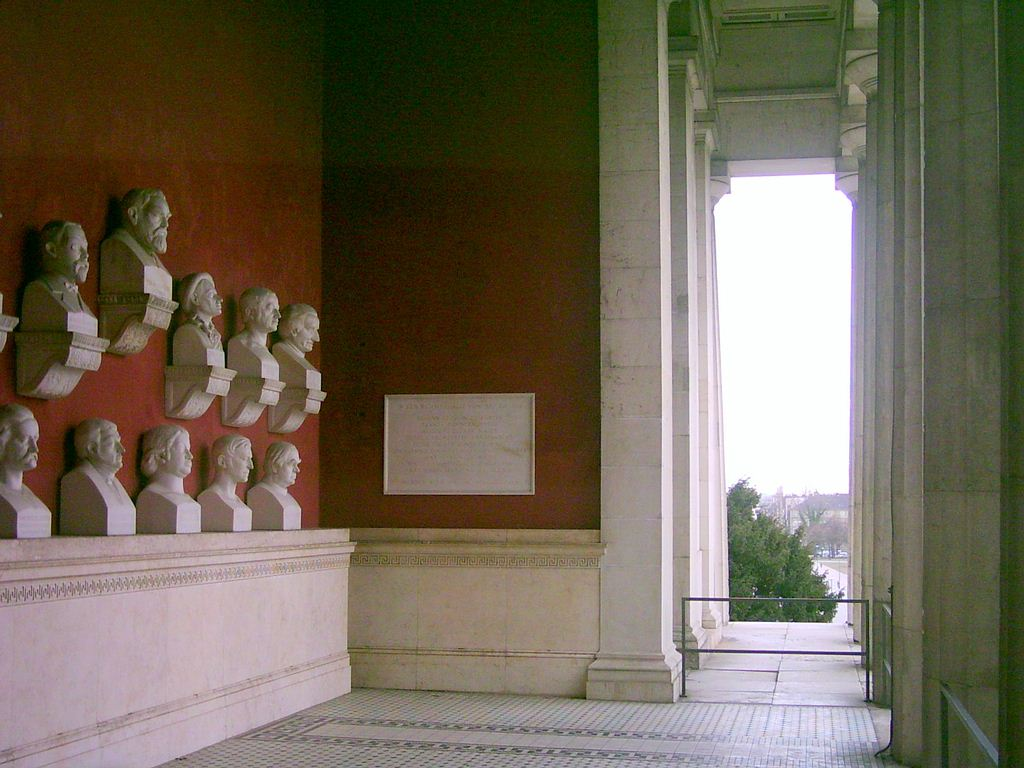
Im Nordflügel der Ruhmeshalle